# Orthogonis obliquistriga
Orthogonis obliquistriga är en tvåvingeart som först beskrevs av Walker 1861.  Orthogonis obliquistriga ingår i släktet Orthogonis och familjen rovflugor. Inga underarter finns listade i Catalogue of Life.